# Trimipramine
La trimipramine  est une substance chimique de la famille des dibenzoazépines et des méthanesulfonates. Elle agit en inhibant la recapture de la noradrénaline et de la sérotonine, comme anticholinergique central et périphérique et bloque les récepteurs dopaminergiques. Elle possède également des propriétés antihistaminiques, anxiolytiques, antipsychotiques, sédative, et analgésiques. C'est un antidépresseur tricyclique utilisé dans le traitement de certaines dépressions.

## Indication
- Dépression endogène et névrotique avec agitation prééminente et anxiété
- Insomnie dépressive et non dépressive (y compris pour un traitement à long terme)
- Addiction à l'alcool et aux opiacés
- Douleur chronique d'origine cancéreuse ou autre

## Pharmacologie
Le mécanisme d'action de la trimipramine diffère des autres antidépresseurs tricycliques. C'est seulement un inhibiteur modéré de la recapture de la noradrénaline et un faible inhibiteur de recapture de sérotonine et de dopamine.
Globalement, le spectre d'action et d'efficacité (la forte activité d'antidépresseur, la sédation et l'effet anxiolytique) et les effets indésirables (antihistaminique central, anticholinergique et anti-adrénergique) sont semblables à ceux de la doxépine (Quitaxon). La trimipramine ne change pas l'architecture normale du sommeil. En particulier, elle ne réduit pas le sommeil de REM ; les rêves s'éclaircissent pendant le traitement[source insuffisante]. Les cauchemars sont rares, mais peuvent être un effet indésirable (rare mais possible) de la molécule. Sa forte activité antagoniste au récepteur D2 pourrait faire de la substance un neuroleptique atypique, mais des études[Lesquelles ?] sont en cours[Quand ?].
C'est également un produit efficace contre les douleurs chroniques de par l'action simultané sur les projections descendantes sérotoninergiques et noradrénergiques.

## Contre-indications
Contre-indications absolues :
- traitement avec les inhibiteurs de la mono-amine oxydase (IMAO) ;
- allergie connue ou hypersensibilité à trimipramine ou à d'autres tricycliques ;
- delirium tremens aigu ;
- Glaucome fermé non soigné de montage ;
- Hypertrophie de la prostate avec rétention d'urine ;
- Iléus Paralytique.

Contre-indications relatives :
- hypertrophie de la prostate sans rétention d'urine.

## Abus et dépendance
La trimipramine n'est pas une substance qui provoque une dépendance psychique. Lorsque le traitement est arrêté brusquement, les symptômes observés sont assez classiques : agitation, anxiété, insomnie, et parfois manie ou dépression.
Ces symptômes de rebond peuvent être évités en réduisant la dose quotidienne de trimipramine progressivement d'environ 25 % chaque semaine. Si le traitement doit être arrêté brutalement pour des raisons médicales, on pourra utiliser une benzodiazepine (comme du lorazepam, clonazepam, ou alprazolam) pour un maximum de quatre semaines pour tempérer le risque d'anxiété, mais pas au-delà.